# Морський бойовий прапор

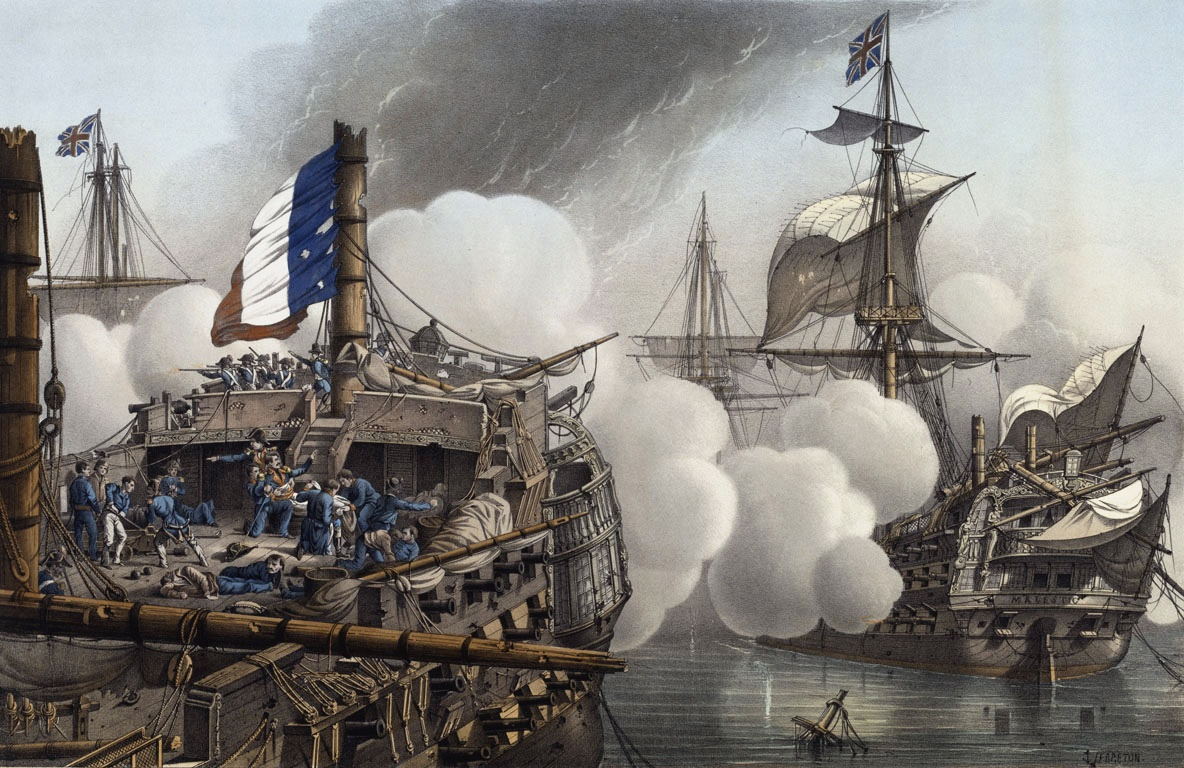
Tonnant у Абукірській битві, Луї Лебретона.

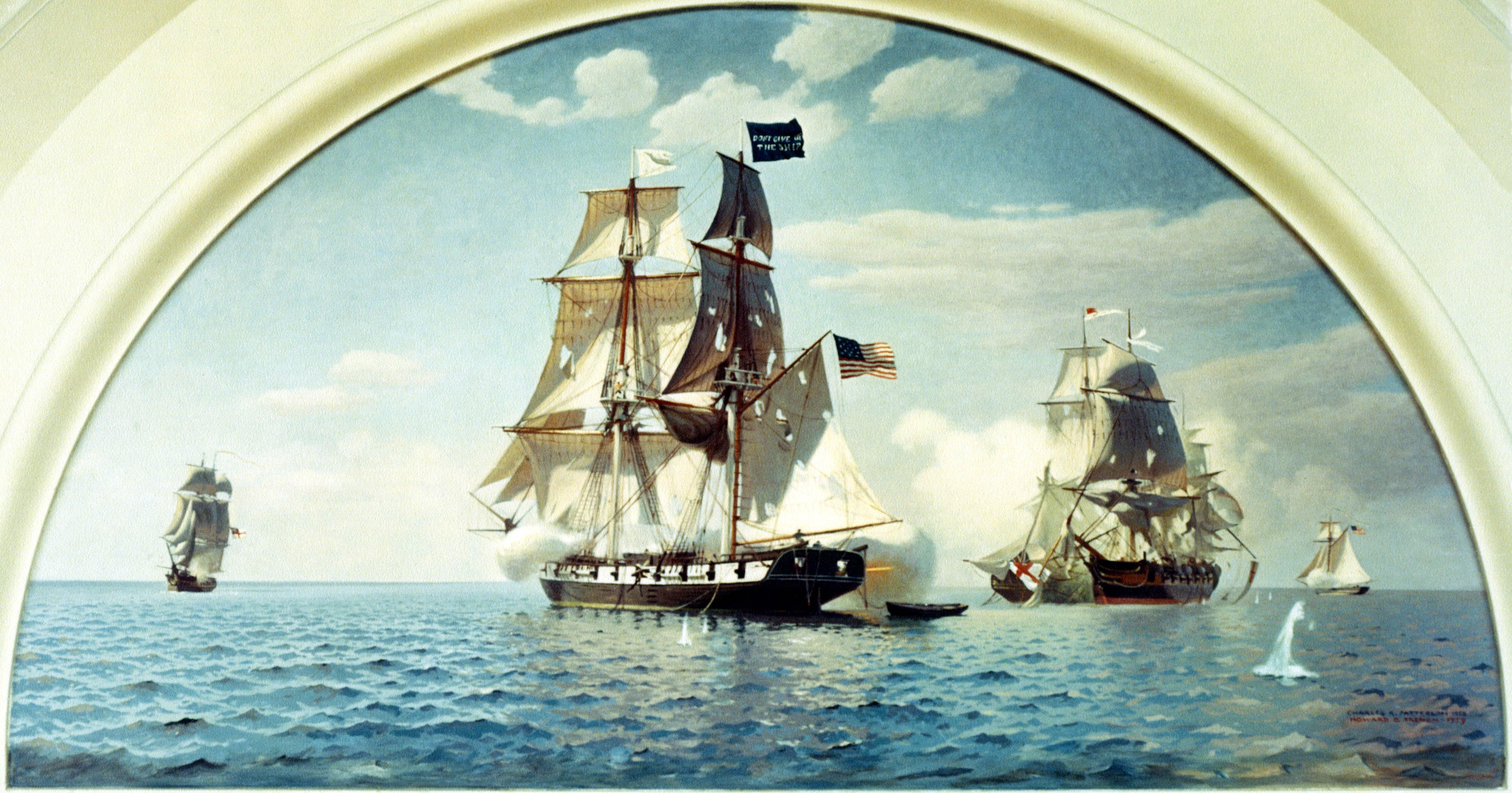
Niagara під бойовим прапором Перрі Don't Give Up the Ship у битві на озері Ері, 10 вересня 1813.

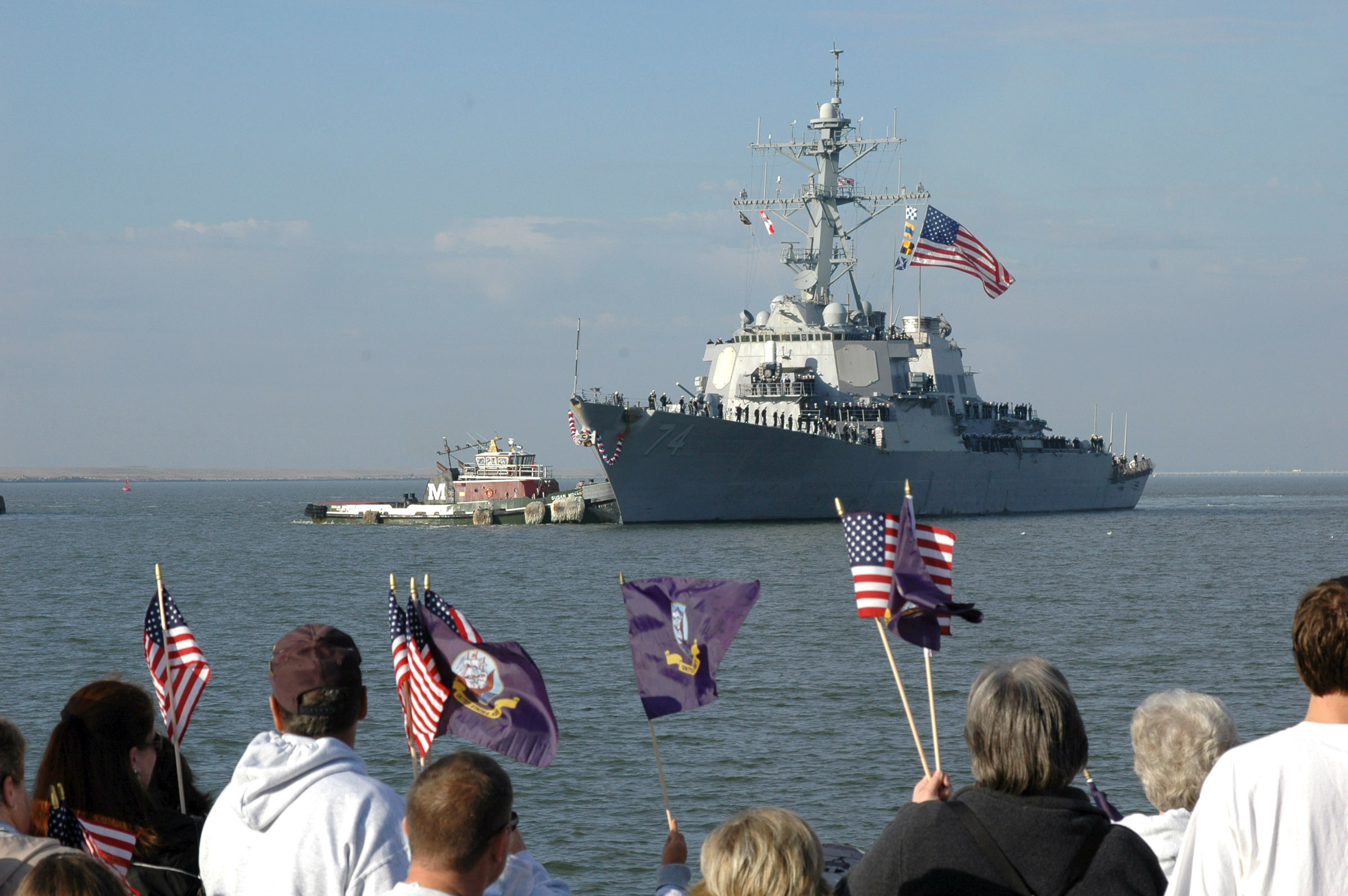
USS McFaul під бойовим прапором повертається до військово-морської бази Норфолк, Вірджинія.

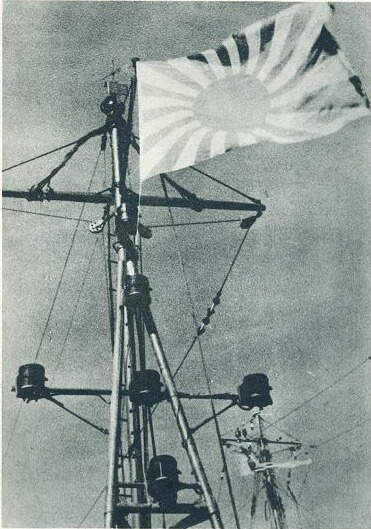
Бойовий прапор Імперського флоту Японії.

Морський бойовий прапор — це великий бойовий прапор, який підіймають на щоглі бойового корабля перед початком бою.
Через використання чорного пороху, який утворює щільні хмари та погіршує видимість, виникає проблема з визначенням союзних кораблів під час бою. Тому Королівський флот у XVII та XVIII століттях почав використовувати великі прапори розміром 6,1x12,2 метра. Загальноприйнято, що коли корабель пливе під морським бойовим прапором, то він є активним учасником бою.
Якщо корабель здавався, то бойовий прапор спускали. На практиці, бойові кораблі мали кілька бойових прапорів, тому якщо прапор руйнували або збивали — плутанини не виникало. І навпаки, навіть коли здавалося, що корабель покидає бій, але не спускає прапор, це вважалося проявом рішучості. Німецький лінкор Бісмарк йшов під бойовим прапором навіть тоді, коли були вибиті всі гармати й корабель пішов на дно з піднятим бойовим прапором.
Бойовий прапор вважався важливим елементом морального духу екіпажу. Якщо бойовий корабель тонув, а екіпаж покидав його, прапори знімали з корабля перед затопленням і передавали старшому (живому) офіцеру.
Деякі країни використовували свої національні прапори як бойові прапори, а інші використовували військово-морські прапори. Інколи робили та використовували унікальні бойові прапори, наприклад, один з таких використовували ВМС США у битві на озері Ері під час війни 1812.
Інколи бойові прапори підіймають на бойових кораблях ВМС США, при вході або виході з іноземних портів або на національні свята, такі випадки мають назву «Holiday Colors».

## Приклади

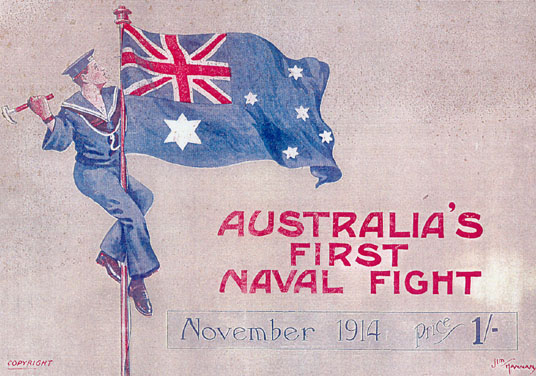
Листівка присвячена перемозі австралійського легкого крейсера HMAS Sydney над німецьким легким крейсером Emden у бою біля Кокосових островів у 1914.

У ВМС США, бойові прапори з американських бойових кораблів, а також із захоплених ворожих кораблів виставлені у військово-морській академії США в Аннаполісі, Меріленд. Бойовий прапор з лінкора USS Arizona, який затонув під час атаки на Перл-Гарбор японськими літаками 7 грудня 1941 був забруднений мастилом і спалений через "непридатність подальшого використання", до того як його здогадалися зберегти.
На початку морської битви у Касабланки під час операції Смолоскип, на кораблі USS Massachusetts підняли надвеликий бойовий прапор з надією, що ВМС Франції вирішать не вступати в бій з флотом США. Французи прийняли рішення вступити в бій, а Массачусетс провів всю боротьбу під великим прапором.
На кораблі USS Ramage бойовим прапором використовують прапор департаменту поліції Нью-Йорку на честь дій нью-йоркських поліцейських під час терористичних атак 11 вересня.
Британський національний морський музей має у своїй колекції бойовий прапор, який забрали з іспанського San Ildefonso, захопленого у Трафальгарській битві, розмір якого сягає 9,8x14,4 метра.
Прапор з французького лінійного корабля Généreux розміром 8,2 на 16 метрів був захоплений лінійним кораблем HMS Foudroyant у 1800 і презентований його капітаном, лордом Нельсоном, місту Норвіч.
9 листопада 1914 HMAS Sydney підняв великий національний прапор Австралії бойовим прапором під час святкування його перемоги над німецьким крейсером SMS Emden у бою біля Кокосових островів. Ця битва була першим бойовим зіткненням та першою перемогою Королівських військово-морських сил Австралії.
На початку Другої світової війни капітан Ф. С. Белл командир крейсера HMS Exeter дав наказ підняти п'ять бойових прапорів розміром 7,32 на 3,66 метра на головній щоглі, на правій та лівій нок-реях, на верхній та нижній бізанях перед початком бою з німецьким важким крейсером Адмірал Граф Шпее, який був більшим, ніж англійський крейсер, під час битви у Ла-Плати.
Під час бою у Нордкапа, після отримання наказу торпедувати німецький кишеньковий лінкор Шарнхорст, капітан Скул Сторгейл командир норвезького есмінця HNoMS Stord наказав підняти бойовий прапор на щоглі, щоб «ці покидьки могли бачити з ким мають справу!».